# روسو (دومینیکا)
روسو (Roseau) پایتخت کشور دومینیکا است.
کشور دومینیکا یکی از کشورهای جزیره‌ای در دریای کارائیب در قاره آمریکا است (با جمهوری دومینیکن اشتباه نشود).
جمعیت شهر روسو در سال ۲۰۰۱ برابر با ۱۴٬۸۴۷ نفر بود. این شهر بر روی دهکده‌ای قدیمی از سرخ‌پوستان کالیناگو به نام «سایری» بنا شده‌است.
همچنان این کشور مستعمره فرانسه بوده و نام پایتخت از روی فیلسوف مشهور فرانسوی ژان ژاک روسو گرفته شده است.

## نگارخانه

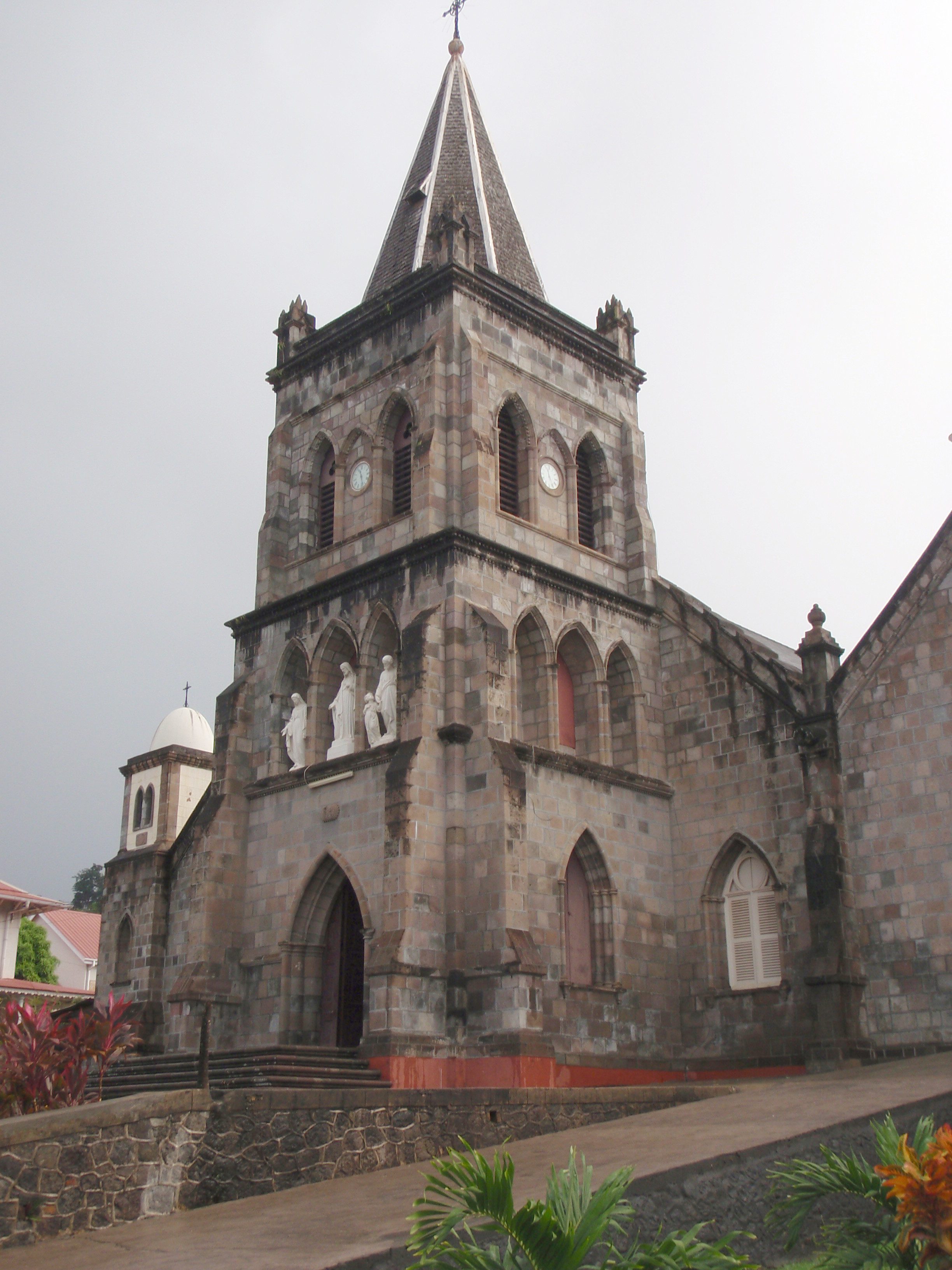
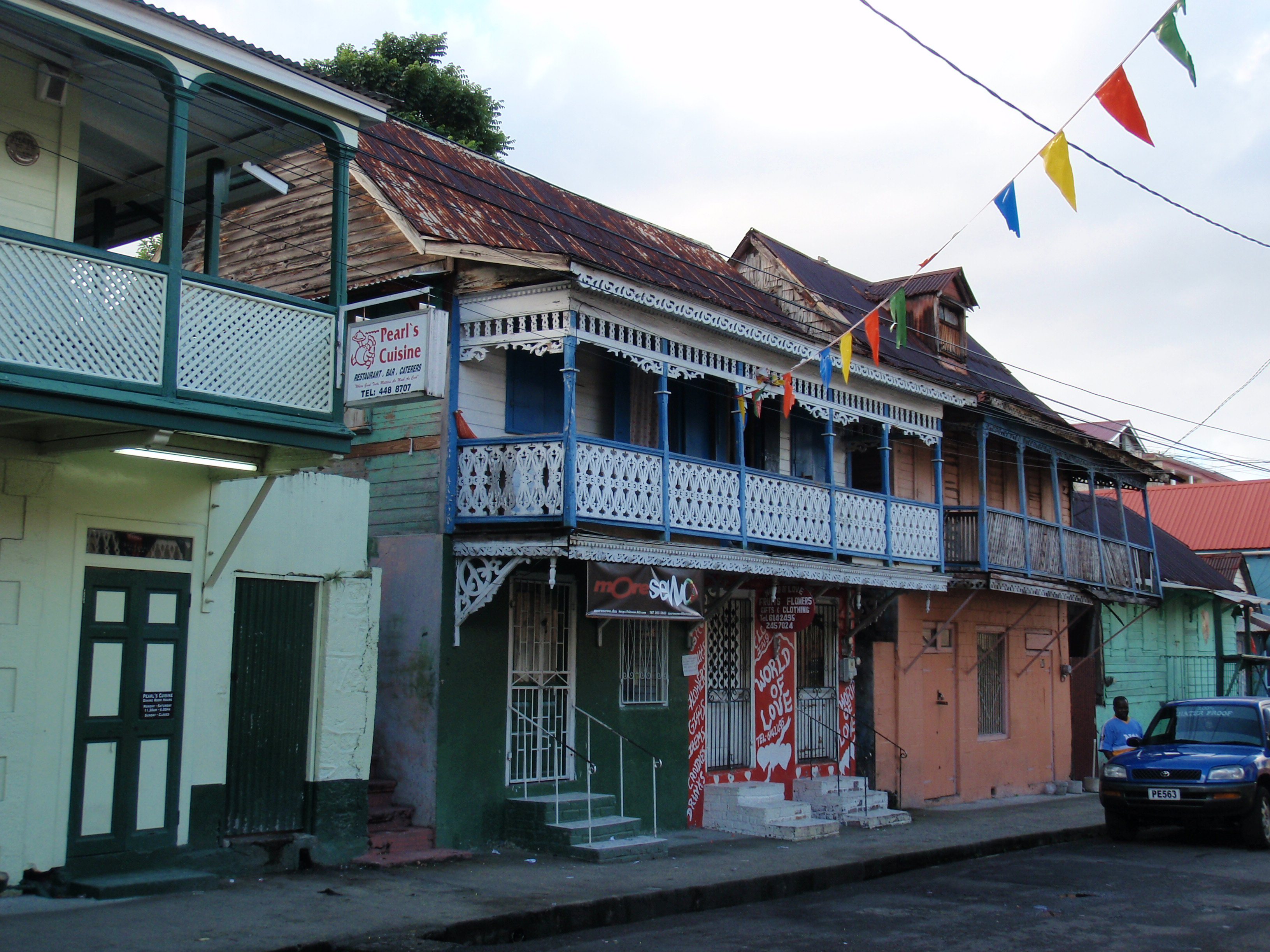
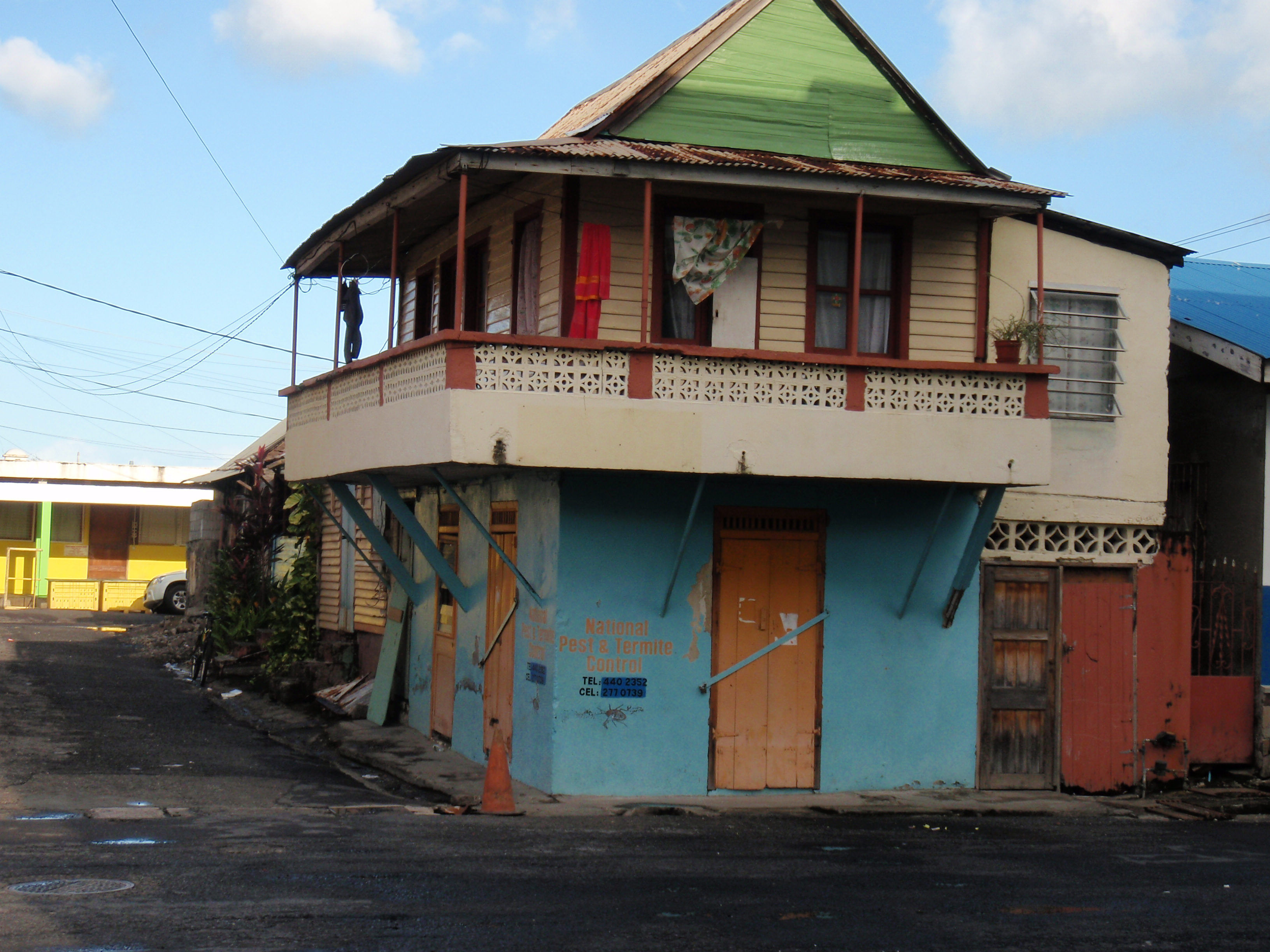